# L'Esprit nouveau (revistă)
 L'Esprit nouveau  (Noul spirit) a fost o revistă fondată, în 1920, de arhitectul Le Corbusier împreună cu pictorul Amédée Ozenfant, cărora li s-a alăturat scriitorul, poetul și criticul de artă belgian Paul Dermée, care a fost colaborator, dar și co-director, respectiv redactorul șef al revistei, pentru o anumită perioadă a apariției sale.
| “ | După cubism, [cei trei, Dermée, Corbusier și Ozenfant] au condus revista L'Esprit nouveau, marea revistă internațională care a permis purismului să joace, de pe scena pariziană, un rol major între 1920 și 1925 cu diverse contribuții la teoria artei. [Multe din] capitolele din «Vers une architecture» au fost publicate în «L'Esprit nouveau» înainte de a fi publicate în 1923. Le Corbusier și Ozenfant au publicat foarte regulat în jurnalul lor împreună cu mulți alți colaboratori, căutând o transdisciplinaritate. | ” |

Revista și-a încheiat apariția cu numărul din ianuarie 1925, după cinci ani și 28 de numere publicate.

## Conținut

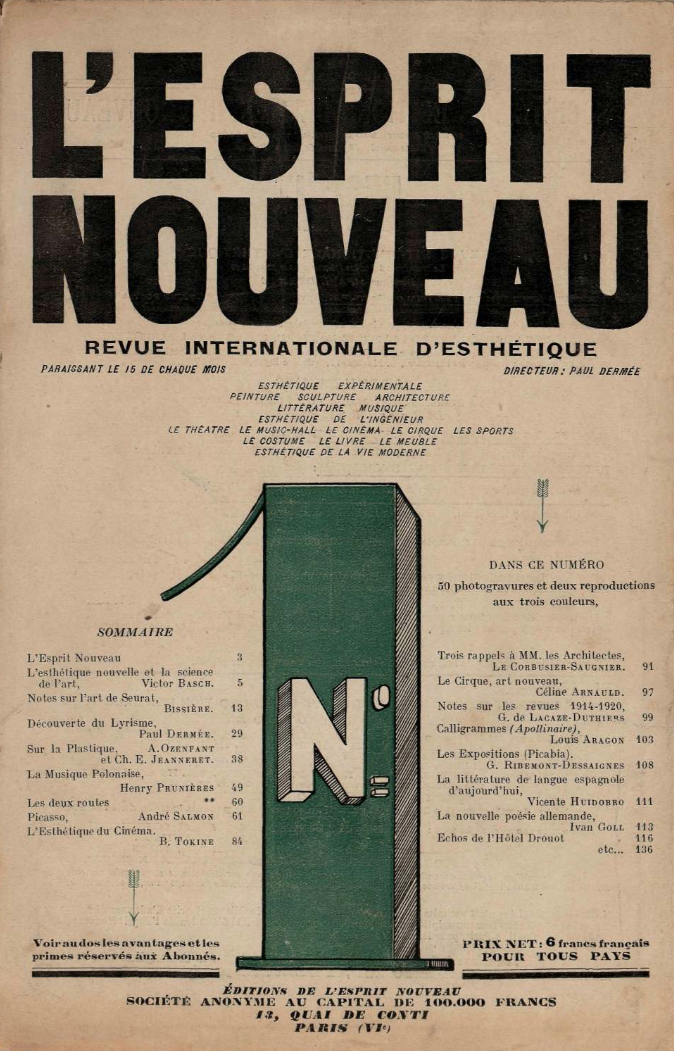
Coperta revistei L'Esprit nouveau, din octombrie 1920 — Sursa imaginii se găsește la conexiunea aceasta.

Revista a publicat un total de 28 de ediții între octombrie 1920 și ianuarie 1925, abordând o gamă largă de subiecte, inclusiv cele legate de arhitectură, urbanism, pictură, literatură, cinema, științe și sport, toate în contextul explorării și definirii modernității.
Primele trei numere au fost subintitulate "Revue Internationale d'Esthétique". Începând cu al patrulea număr, subtitlul s-a schimbat în "Revue Internationale Illustrée de l'Activité Contemporaine".

## Principalele motive ale declinului revistei
În ciuda calității ridicate a materialelor publicate, a valorii editorilor și a ținutei elevate a revistei, în ianuarie 1925, revista L'Esprit nouveau și-a întrerupt apariția. Printre cele mai importante motive ale declinului și apoi a dispariție publicației se pot enumera și următoarele:
- Dificultăți financiare – La fel ca multe reviste de avangardă ale vremii, L'Esprit nouveau s-a confruntat cu constrângeri financiare semnificative. Menținerea unei publicații atât de diverse, multidisciplinare și ambițioase a necesitat resurse substanțiale, iar publicul limitat pentru conținutul său specializat a făcut dificilă susținerea ei financiară.
- Conflicte interne – Tensiunile dintre fondatorii revistei – Paul Dermée, Amédée Ozenfant și Le Corbusier – au contribuit, de asemenea, la provocările și destabilizările majore ale atmosferei sale creatoare. Aceste tensiuni au dus la plecarea lui Dermée din funcția de co-director și editor șef, cândva, pe la începutul publicării revistei, deși mai târziu s-a întors ca și colaborator și redactor.
- Scăderea relevanței și a publicului – Până la mijlocul anilor 1920, peisajul avangardiștilor din Franța s-a schimbat, cu mișcări precum suprarealismul devenind proeminente. Accentul pus de L'Esprit Nouveau pe raționalism, purism și estetica modernității ar fi putut părea (și, desigur, părea) mai puțin convingător pentru cititorii și participanții la actele artistice ale momentului, care fuseseră din ce în ce mai atrași de etosul mai provocator, mai incitant și mai imaginativ al suprarealismului.
- Largi schimbări în atenția și subiectele „fierbinți” ale fondatorilor – Le Corbusier a devenit din ce în ce mai implicat în proiectele sale arhitecturale și de planificare urbană, publicând lucrări importante și influente, precum Vers une Architecture (1923) și Urbanisme (1924). Ozenfant și-a continuat atât sa munca de pictor dar și cea de teoretician al artei.

Ultimul număr al revistei L'Esprit nouveau (numărul 28) a fost publicat în ianuarie 1925 și, deși revista și-a încheiat activitatea, influența sa a persistat pentru mult timp, în special în problemele teoretice legate de modelarea esteticii și a gândirii moderniste.